# Phố Lý Quốc Sư, Hà Nội
Phố Lý Quốc Sư là một phố thuộc phường Hàng Trống, quận Hoàn Kiếm, Hà Nội, bắt đầu từ ngã tư Hàng Bông-Hàng Mành đến ngã tư phố Nhà thờ-Ấu Triệu, Nhà Chung, trước mặt Nhà thờ Lớn Hà Nội.
- Tên cũ: Rue Lamblot
- Dài: 244 m
- Di tích-thắng cảnh:
  - Đền Lý Quốc Sư
  - Đền Ủng do dân làng Phù Ủng, huyện Đường Hào (nay là huyện Ân Thi, tỉnh Hưng Yên) lên thôn Tả Khánh Thụy, tổng Tiền Túc, huyện Thọ Xương lập nghiệp đã xây dựng để thờ Phạm Ngũ Lão. Đền được Bộ Văn hóa - Thông tin Việt Nam xếp hạng di tích lịch sử văn hóa theo quyết định số 1288/VH-QĐ ngày 16/11/1988.
- Tên gọi Lý Quốc Sư được gọi theo tên chùa Lý Triều Quốc Sư, ghi danh vị quốc sư đời Lý tên Nguyễn Chí Thành (1066 - 1141), hiệu Minh Không, đã có công chữa khỏi bệnh cho Lý Thần Tông. Nguyễn Minh Không được nhà Lý phong Quốc sư, ban quốc tính họ Lý.